# Guy Husson (rugby)
Pour les articles homonymes, voir Husson (homonymie).
Ne doit pas être confondu avec Guy Husson.
Pas d'image ? Cliquez ici

a Compétitions nationales et continentales officielles uniquement.

b Matchs officiels uniquement.
Georges Husson dit Guy Husson, né le 22 novembre 1931 à Toulouse et mort le 26 juillet 2015 à Toulouse, est un joueur de rugby à XV et de rugby à XIII.
Formé au Stade toulousain au rugby à XV, c'est avec ce dernier qu'il commence sa carrière senior. Il rejoint ensuite le FC Lourdes y côtoyant les frères Prat et Jean Barthe. En 1954, il franchit le rubicon et rejoint le rugby à XIII. Tout d'abord avec la prestigieuse équipe de l'AS Carcassonne jusqu'en 1957 puis Albi où il y termine sa carrière. Fort de ses performances en club, il est sélectionné à trois reprises en équipe de France en 1957 et dispute la Coupe du monde 1957.
Après sa carrière de joueur, il devient entraîneur de rugby à XV au SC Pamiers, à l'UA Saverdun et les juniors du Stade toulousain. Il devient ensuite directeur technique du Stade toulousain.

## Biographie
Son fils, Laurent Husson, est joueur de rugby à XV, champion de France avec le Stade toulousain en 1985.

## Palmarès

### Rugby à XIII
- Collectif :
  - Vainqueur du Championnat de France : 1958 (Albi).
  - Finaliste du Championnat de France : 1955 (Carcassonne).